# Vietnam International 2011
Die Vietnam International 2011 im Badminton fanden vom 29. März bis zum 3. April 2011 in Hanoi statt.

## Sieger und Platzierte
| Disziplin    | Gold                                      | Silber                                        | Bronze                                   |
| ------------ | ----------------------------------------- | --------------------------------------------- | ---------------------------------------- |
| Herreneinzel | Lee Dong-keun                             | Ashton Chen Yong Zhao                         | Park Sung-min                            |
| Herreneinzel | Lee Dong-keun                             | Ashton Chen Yong Zhao                         | Pakkawat Vilailak                        |
| Dameneinzel  | Tee Jing Yi                               | Sapsiree Taerattanachai                       | Chan Hung Yung                           |
| Dameneinzel  | Tee Jing Yi                               | Sapsiree Taerattanachai                       | Hera Desi Ana Rachmawati                 |
| Herrendoppel | Fernando Kurniawan Wifqi Windarto         | Patipat Chalardchaleam Nipitphon Puangpuapech | Andhika Anhar Hendra Setyo Nugroho       |
| Herrendoppel | Fernando Kurniawan Wifqi Windarto         | Patipat Chalardchaleam Nipitphon Puangpuapech | Tsai Chia-hsin Tseng Ching-chung         |
| Damendoppel  | Choi Hye-in Lee Se-rang                   | Komala Dewi Jenna Gozali                      | Suci Rizky Andini Della Destiara Haris   |
| Damendoppel  | Choi Hye-in Lee Se-rang                   | Komala Dewi Jenna Gozali                      | Miri Ichimaru Shiho Tanaka               |
| Mixed        | Patipat Chalardchaleam Savitree Amitrapai | Kang Ji-wook Choi Hye-in                      | Razif Abdul Latif Amelia Alicia Anscelly |
| Mixed        | Patipat Chalardchaleam Savitree Amitrapai | Kang Ji-wook Choi Hye-in                      | Su Yi-neng Chen Hsiao-huan               |